# Чемпіонат СРСР з футболу 1971: перша зона другої ліги
Чемпіонат УРСР з футболу 1971 — 1-й турнір серед команд української зони другої ліги. Тривав з 3 квітня по 16 листопада 1971 року.

## Огляд
В 1971 році було засновано другу лігу, яка складалася з шести територіальних зон. В українській зоні розігрувався титул чемпіона УРСР.
Першим переможцем турніру став криворізький «Кривбас» (старші тренери протягом сезону — Анатолій Зубрицький і Микола Фоміних). Срібні і бронзові нагороди отримали відповідно миколаївський «Суднобудівник» (старший тренер — Євген Лемешко) та житомирський «Автомобіліст» (старший тренер — Микола Сосюра).
Перемогу в суперечці бомбардирів ліги здобув Станіслав Вовк з «Кривбасу» (21 забитий м'яч). На гол менше забили Валентин Прилепський («Таврія») і Євген Дерев'яга («Суднобудівник»).

## Підсумкова таблиця
| Місце | Команда                      | В  | Н  | П  | М'ячі | О  |
| ----- | ---------------------------- | -- | -- | -- | ----- | -- |
| 1     | «Кривбас» (Кривий Ріг)       | 31 | 10 | 9  | 78—32 | 72 |
| 2     | «Суднобудівник» (Миколаїв)   | 30 | 11 | 9  | 69—31 | 71 |
| 3     | «Автомобіліст» (Житомир)     | 25 | 15 | 10 | 58—30 | 65 |
| 4     | «Шахтар» (Кадіївка)          | 24 | 15 | 11 | 67—34 | 63 |
| 5     | «Таврія» (Сімферополь)       | 24 | 11 | 15 | 79—50 | 59 |
| 6     | «Зірка» (Кіровоград)         | 21 | 17 | 12 | 52—33 | 59 |
| 7     | «Локомотив» (Вінниця)        | 17 | 22 | 11 | 47—35 | 56 |
| 8     | «Будівельник» (Полтава)      | 21 | 13 | 16 | 54—43 | 55 |
| 9     | «Шахтар» (Горлівка)          | 17 | 20 | 13 | 50—50 | 54 |
| 10    | «Хімік» (Сєвєродонецьк)      | 19 | 15 | 16 | 66—61 | 53 |
| 11    | «Металург» (Жданов)          | 18 | 15 | 17 | 62—55 | 51 |
| 12    | СКА (Одеса)                  | 18 | 15 | 17 | 50—48 | 51 |
| 13    | «Локомотив» (Херсон)         | 18 | 14 | 18 | 46—53 | 50 |
| 14    | Авангард (Тернопіль)         | 18 | 13 | 19 | 43—46 | 49 |
| 15    | «Фрунзенець» (Суми)          | 15 | 18 | 17 | 42—43 | 48 |
| 16    | «Буковина» (Чернівці)        | 17 | 14 | 19 | 35—38 | 48 |
| 17    | СКА (Київ)                   | 15 | 17 | 18 | 43—44 | 47 |
| 18    | «Динамо» (Хмельницький)      | 15 | 16 | 19 | 35—45 | 46 |
| 19    | «Спартак» (Івано-Франківськ) | 18 | 9  | 23 | 46—46 | 45 |
| 20    | «Говерла» (Ужгород)          | 15 | 15 | 20 | 42—55 | 45 |
| 21    | «Авангард» (Севастополь)     | 14 | 17 | 19 | 37—54 | 45 |
| 22    | «Локомотив» (Донецьк)        | 12 | 16 | 22 | 40—62 | 40 |
| 23    | СКА (Львів)                  | 10 | 17 | 23 | 33—55 | 37 |
| 24    | «Дніпро» (Черкаси)           | 9  | 15 | 26 | 28—69 | 33 |
| 25    | «Торпедо» (Луцьк)            | 7  | 16 | 27 | 21—66 | 30 |
| 26    | «Горинь» (Рівне)             | 9  | 10 | 31 | 27—72 | 28 |

## Результати
```
                 1   2   3   4   5   6   7   8   9   10  11  12  13  14  15  16  17  18  19  20  21  22  23  24  25  26 
1.Кривбас        xxx 2-0 1-0 1-2 2-0 4-0 2-1 2-1 0-0 2-1 3-0 0-0 0-1 1-0 1-1 1-0 2-0 2-1 4-1 3-0 3-0 1-1 4-0 3-0 1-0 2-0  
2.Суднобудівник  1-0 xxx 2-1 2-1 1-0 2-0 1-0 1-0 0-0 0-0 3-0 3-1 0-0 1-1 0-1 3-0 2-1 2-1 3-1 3-1 2-0 0-0 3-2 3-0 3-0 3-0  
3.Автомобіліст   0-0 0-1 xxx 1-2 2-1 0-0 0-0 2-0 1-1 2-0 1-0 3-1 1-0 1-0 1-0 3-0 2-0 2-1 2-1 1-0 1-0 4-1 1-0 2-0 3-0 3-0  
4.Шахтар (К)     0-1 2-1 0-0 xxx 1-0 2-0 0-0 1-0 1-3 5-2 2-1 3-1 6-0 1-0 2-1 0-1 0-0 2-0 2-1 1-0 1-0 2-0 2-0 3-1 7-0 5-0  
5.Таврія         1-2 0-1 1-1 0-0 xxx 1-1 2-0 1-0 0-1 5-1 1-2 1-1 2-0 4-1 1-0 2-0 1-0 1-0 2-0 3-1 2-0 2-0 4-1 0-0 1-1 4-0  
6.Зірка          3-0 0-1 1-0 0-0 1-3 xxx 1-0 3-0 3-1 2-1 0-1 1-1 1-0 1-0 0-0 1-1 0-2 1-0 0-0 3-0 2-1 1-1 1-0 1-0 2-0 4-0  
7.Локомотив (В)  1-2 0-0 0-0 3-0 3-1 0-0 xxx 1-1 3-0 0-0 2-0 2-1 1-1 2-0 2-0 1-1 0-2 3-1 2-1 0-0 2-2 1-0 0-0 3-0 0-0 1-0  
8.Будівельник (П)1-0 2-1 2-1 2-0 4-1 1-1 1-2 xxx 2-0 1-1 1-0 0-1 1-1 3-0 0-0 1-0 0-0 3-2 1-0 1-0 4-0 1-0 0-1 3-1 1-0 2-1  
9.Шахтар (Г)     2-2 0-0 0-1 1-0 1-5 1-2 1-1 2-1 xxx 2-1 1-1 2-1 2-1 1-0 0-0 1-0 2-2 1-0 1-0 2-2 2-0 1-2 3-2 4-1 0-0 3-2  
10.Хімік         0-5 1-0 1-1 2-2 1-1 1-0 3-1 1-3 2-1 xxx 1-1 3-2 3-1 3-0 2-0 2-2 0-1 1-1 0-0 5-1 2-0 3-1 3-1 1-0 1-0 5-1  
11.Металург      2-1 3-1 0-2 0-0 3-3 1-1 1-1 0-0 1-1 2-1 xxx 0-1 5-3 2-1 3-0 0-0 2-0 2-0 2-0 2-0 1-1 2-2 3-0 4-2 2-0 3-0  
12.СКА (Одеса)   1-2 2-1 0-1 1-0 0-1 0-3 1-2 1-0 2-0 2-1 3-1 xxx 3-0 2-2 1-1 0-0 1-1 0-0 0-1 1-0 1-1 1-0 1-1 3-0 4-1 1-0  
13.Локомотив (Х) 0-1 0-0 0-3 2-1 2-0 0-0 3-0 4-1 1-0 2-0 2-1 0-0 xxx 1-0 2-0 0-0 0-0 0-0 2-0 2-1 2-0 0-2 1-0 0-0 3-0 1-0  
14.Авангард (Т)  0-1 1-2 3-1 0-0 1-1 0-0 1-1 1-0 1-1 2-0 0-0 2-0 1-0 xxx 1-0 1-0 0-0 2-1 2-0 0-1 0-0 3-0 1-0 2-0 1-1 1-1  
15.Фрунзенець    0-1 1-0 3-3 1-1 0-1 0-0 2-1 0-1 1-1 0-1 1-0 0-0 1-1 1-0 xxx 2-0 2-0 2-0 0-0 1-1 4-0 2-0 1-0 0-1 1-0 1-0  
16.Буковина      1-0 0-0 0-1 1-1 2-2 0-1 1-0 3-0 0-0 0-2 2-0 0-1 1-0 3-1 0-0 xxx 1-0 0-0 1-0 2-0 0-1 1-0 2-1 2-0 1-0 1-0  
17.СКА (Київ)    0-0 1-2 0-0 0-1 2-1 0-0 0-0 0-0 1-0 0-0 1-3 1-1 0-0 1-2 3-0 2-0 xxx 3-0 0-1 2-1 1-1 3-0 0-0 2-2 2-1 1-0  
18.Динамо        1-1 1-0 0-0 0-0 1-2 2-1 0-0 1-1 0-1 0-0 2-1 2-0 0-0 2-0 0-0 1-0 1-0 xxx 1-0 1-0 1-1 3-2 1-0 2-1 1-0 0-0  
19.Спартак       0-0 1-2 2-0 1-0 2-1 1-0 0-1 1-1 1-0 0-0 3-0 0-1 1-0 1-2 1-0 1-0 2-0 3-0 xxx 3-0 2-2 0-1 2-1 2-0 4-0 3-0  
20.Говерла       0-1 2-3 2-0 1-1 1-0 3-1 0-0 0-0 0-0 1-0 0-2 0-0 3-1 2-1 3-2 1-0 2-0 0-0 1-1 xxx 2-0 0-0 0-0 0-0 3-0 2-0  
21.Авангард (С)  2-1 0-1 0-0 0-0 1-0 0-0 0-1 0-0 0-0 1-2 0-0 2-1 2-3 1-0 1-2 1-0 1-0 1-0 1-0 4-1 xxx 0-1 0-0 0-0 0-0 1-0  
22.Локомотив (Д) 1-2 1-1 1-0 1-1 2-3 0-4 0-0 1-0 1-2 0-1 1-1 2-1 1-1 0-1 2-2 0-0 2-1 0-2 2-1 1-2 2-0 xxx 0-1 1-0 1-0 0-0  
23.СКА (Львів)   2-1 0-3 1-1 0-2 2-2 0-2 1-0 1-1 1-0 1-0 0-0 0-0 3-0 0-1 2-1 0-1 3-1 0-1 2-0 0-0 0-1 0-0 xxx 0-0 0-0 0-1  
24.Дніпро        1-1 0-2 0-0 1-0 0-4 0-2 1-1 0-3 0-0 2-2 1-0 1-0 1-2 0-0 1-1 3-2 0-1 1-0 2-0 0-0 0-2 1-0 1-1 xxx 0-1 1-0  
25.Торпедо       1-3 0-2 1-1 0-0 1-3 1-0 0-0 0-1 1-1 0-0 1-0 0-1 1-0 1-3 1-3 0-0 1-2 2-0 0-0 0-1 2-2 0-0 0-0 1-0 xxx 1-0  
26.Горинь        0-2 0-0 0-1 0-1 0-1 0-0 0-1 2-1 0-0 3-2 2-1 0-1 2-0 -:+ 0-0 0-2 1-3 0-0 1-0 1-0 2-3 2-2 2-2 2-1 1-0 xxx
```

## Бомбардири
Найкращі голеадори чемпіонату УРСР:
| Футболіст            | Команда                    | Голи |
| -------------------- | -------------------------- | ---- |
| Станіслав Вовк       | «Кривбас» (Кривий Ріг)     | 21   |
| Валентин Прилепський | «Таврія» (Сімферополь)     | 20   |
| Євген Дерев'яга      | «Суднобудівник» (Миколаїв) | 20   |
| Євген Сатаєв         | «Суднобудівник» (Миколаїв) | 19   |
| Владислав Нечай      | «Хімік» (Сєвєродонецьк)    | 19   |
| Володимир Товчих     | «Кривбас» (Кривий Ріг)     | 17   |
| Юрій Несміян         | «Автомобіліст» (Житомир)   | 16   |
| Андрій Черемісін     | «Таврія» (Сімферополь)     | 16   |
| Олексій Кацман       | «Зірка» (Кіровоград)       | 16   |
| Віталій Старухін     | «Будівельник» (Полтава)    | 15   |
| Віктор Марченко      | «Шахтар» (Кадіївка)        | 14   |
| Віктор Полохов       | «Металург» (Жданов)        | 13   |
| Володимир Бутенко    | «Кривбас» (Кривий Ріг)     | 12   |
| Євген Даннекер       | «Суднобудівник» (Миколаїв) | 12   |
| Віктор Орлов         | «Таврія» (Сімферополь)     | 12   |
| Володимир Дзюба      | «Локомотив» (Вінниця)      | 12   |
| Віктор Росс          | «Буковина» (Чернівці)      | 12   |
| Павло Богодєлов      | СКА (Київ)                 | 12   |
| Степан Чопей         | «Спартак» (Ів.-Франківськ) | 12   |
| Юрій Мишін           | «Локомотив» (Донецьк)      | 12   |
| Віктор Ступак        | «Зірка» (Кіровоград)       | 11   |
| Анатолій Лебідь      | «Локомотив» (Херсон)       | 11   |
| Микола Русин         | «Говерла» (Ужгород)        | 11   |
| Юрій Кулинич         | «Локомотив» (Вінниця)      | 10   |
| Володимир Сак        | СКА (Одеса)                | 10   |
| Олександр Євтушенко  | «Динамо» (Хмельницький)    | 10   |
| Віктор Козин         | «Спартак» (Ів.-Франківськ) | 10   |
| Анатолій Котов       | «Локомотив» (Донецьк)      | 10   |

## Призери
| 1. «Кривбас» |
| Воротарі: Валерій Самохін (46), В'ячеслав Дудник (11). Захисники: Іван Махно (49, 1), Євген Бученко (44), Василь Гладких (43, 3), Юрій Новиков (40, 2), Сергій Мірошниченко (39), Борис Литвинов (5). Півзахисники: Володимир Бутенко (48, 12), Володимир Устимчик (46, 3), Володимир Товчих (45, 17), Віктор Колодін (36, 4), Анатолій Біда (28), Вілніс Петровскіс (3). Нападники: Станіслав Вовк (45, 21), Владислав Іщенко (38, 7), Олег Чумак (36, 5), Сергій Соколов (32, 3), Василь Щипанський (6), Василь Гладишев (1). Старші тренери — Анатолій Зубрицький (перше коло), Микола Фоміних (друге коло), тренер — Анатолій Азаренков.    |
| 2. «Суднобудівник» |
| Воротарі: Михайло Лупол (38, 22п), Олександр Дегтярьов (13, 9п). Захисники: Віктор Карлаш (50, 3), Дмитро Кисельов (48), Віктор Шеховцев (46), Валерій Зайцев (41), Анатолій Єремєєв (29, 1), Анатолій Мораріца (8). Півзахисники: Владилен Науменко (49, 3), Олександр Авер'янов (49, 2), Валерій Сілецький (48, 7), Олександр Кімалов (41, 2), Юрій Бойко (29), Віктор Малий (13), Валентин Налісний (3). Нападники: Євген Дерев'яга (49, 20), Євген Сатаєв (46, 19), Євген Даннекер (43, 12), Валерій Журавко (5), Олександр Горбик (3). Старший тренер — Євген Лемешко, начальник команди — Валентин Веретенников, тренер — Анатолій Норов. |
| 3. «Автомобіліст» |
| Воротарі: Анатолій Воронцов (35), Валентин Журба (25). Захисники: Валентин Жуков (48), Володимир Гуменюк (41), Віталій Горбач (40), Валерій Козинець (39), Петро Білий (38). Півзахисники: Віталій Сладковський (47, 5), Юрій Соловйов (47, 5), Микола Пінчук (38), Валерій Копій (37, 7), Георгій Кржечевський (35 3), Василь Зеленський (25, 1), Микола Батюта (5). Нападники: Микола Васютін (43, 6), Володимир Чирва (42, 8), Юрій Несміян (40, 16), Євген Білобородов (29, 1), Емілій Губаній (14, 4), Ілля Славинський (12, 2). Старший тренер — Микола Сосюра, начальник команди — Володимир Онисько, тренер — Віктор Котляренко.        |

## Перехідний турнір
| М  | Команда                    | І | В | Н | П | М   | О |
| -- | -------------------------- | - | - | - | - | --- | - |
| 1. | «Зірка» (Перм)             | 4 | 3 | 1 | 0 | 6:2 | 7 |
| 2. | «Автомобіліст» (Нальчик)   | 4 | 1 | 3 | 0 | 3:2 | 5 |
| 3. | «Іскра» (Смоленськ)        | 4 | 1 | 2 | 1 | 3:4 | 4 |
| 4. | «Металург» (Липецьк)       | 4 | 1 | 1 | 2 | 3:4 | 3 |
| 5. | «Спартак» (Семипалатинськ) | 4 | 0 | 1 | 3 | 2:5 | 1 |

Додатковий матч за 3 путівку у першу лігу.
- «Іскра» (Смоленськ) — «Кривбас» (Кривий Ріг) 3:1, 0:2.

## Фінальний турнір КФК
| М  | Команда              | І | В | Н | П | М    | О |
| -- | -------------------- | - | - | - | - | ---- | - |
| 1. | «Шахтар» (Макіївка)  | 3 | 3 | 0 | 0 | 8:1  | 6 |
| 2. | «Карпати» (Мукачево) | 3 | 1 | 1 | 1 | 3:3  | 3 |
| 3. | «Маяк» (Харків)      | 3 | 1 | 0 | 2 | 3:4  | 2 |
| 4. | «Сокіл» (Львів)      | 3 | 0 | 1 | 2 | 4:10 | 1 |